# Rue du Parchamp
La rue du Parchamp est une voie de Boulogne-Billancourt, en France.

## Situation et accès
La rue du Parchamp débute au croisement des rues  des Fossés-Saint-Denis, des Menus,  Mahias et de l’Abreuvoir dans le prolongement de celle-ci et se termine avenue Jean-Baptiste-Clément dans le prolongement de la rue De La Rochefoucauld. Elle croise l'avenue Charles-de-Gaulle et longe le square du Parchamp.
Cette rue est à sens unique avec double-sens cyclable.
Elle est desservie par la station de métro Boulogne - Pont de Saint-Cloud sur la ligne 10 du métro de Paris

## Origine du nom
Le nom de la rue qui conduisait au premier cimetière de Boulogne qui était situé en bordure de l'église à l'emplacement de l'actuel square du Parchamp, signifie « champ de l’égalité » du latin parililitas (égalilté) et campus (champ). 
Elle s’est également appelée rue de la Procession et a repris son ancien nom en 1810

## Historique
La rue est l’une des plus anciennes de la ville à proximité de la première église de Boulogne-la-Petite consacrée en 1330.

## Bâtiments remarquables et lieux de mémoire
- Au no 7, Maison classée Monument historique [3].
- Au no 5, Collège Saint-Joseph du Parchamp, ancien pensionnat Saint-Joseph fondé par des religieuses après 1870 qui accueillait 250 jeunes filles.
- Square du Parchamp, emplacement du premier cimetière de Boulogne supprimé en 1807. Cet espace fut utilisé comme cour de récréation des écoles voisines avant la création du square.
- Au no 8, Lycée Notre-Dame de Boulogne, ancienne école Notre-Dame. Le siège de la direction de l'enseignement catholique du diocèse de Nanterre y est installé dans l'hôtel Escudier construit en 1885 par l'architecte Jules Sédille.
- Au no 12bis, Puits des Menus. Ce très ancien puits restauré en 1990 est un des rares subsistant de l’importante activité de blanchisserie qui existait à Boulogne jusque vers 1960 (encore 769 blanchisseries en 1944). Des souterrains en provenance de l'Abbaye de Longchamp, du château Rothschild et du château Buchillot y auraient convergé[4].

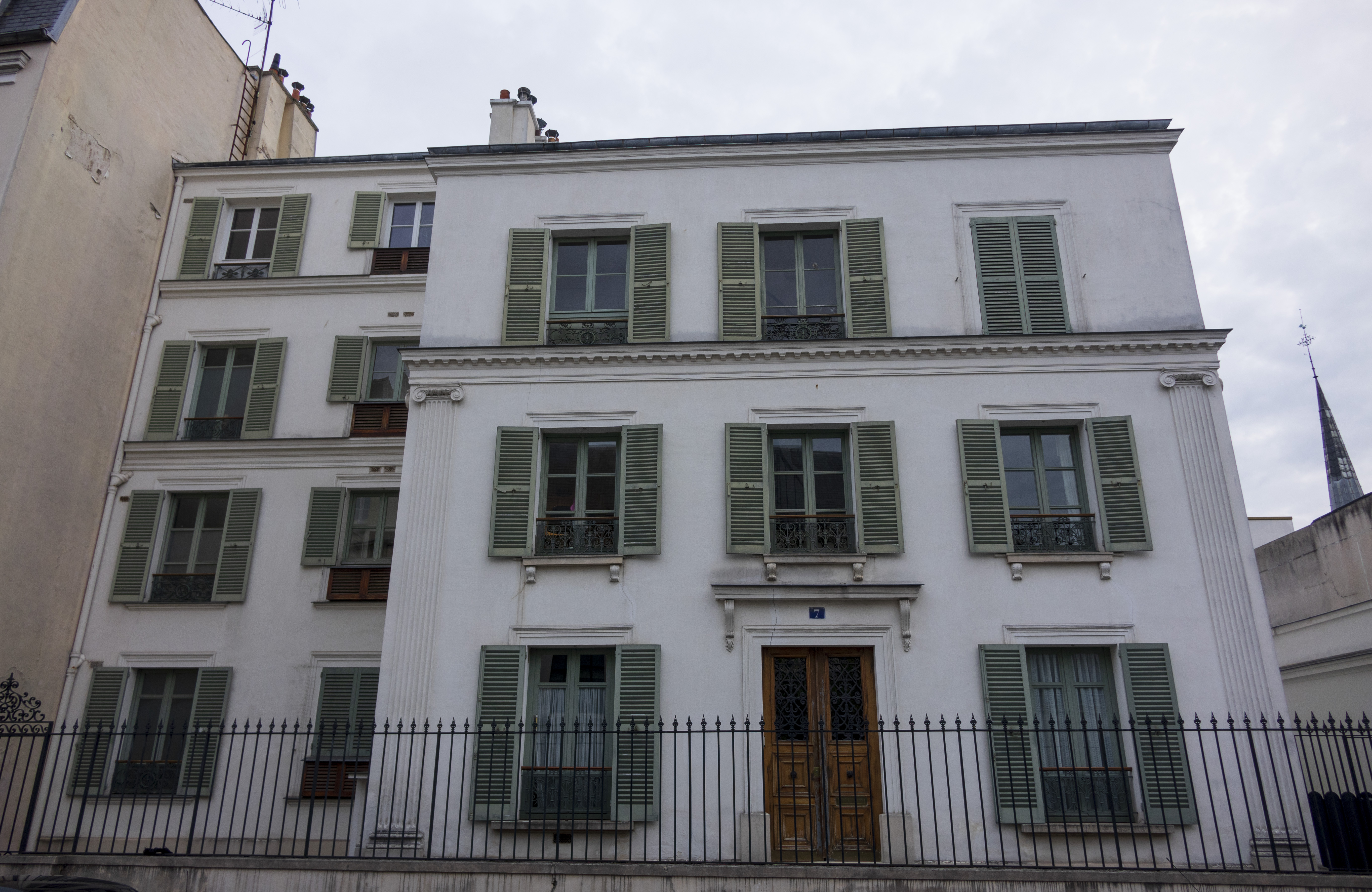
Maison du 7 rue du Parchamp
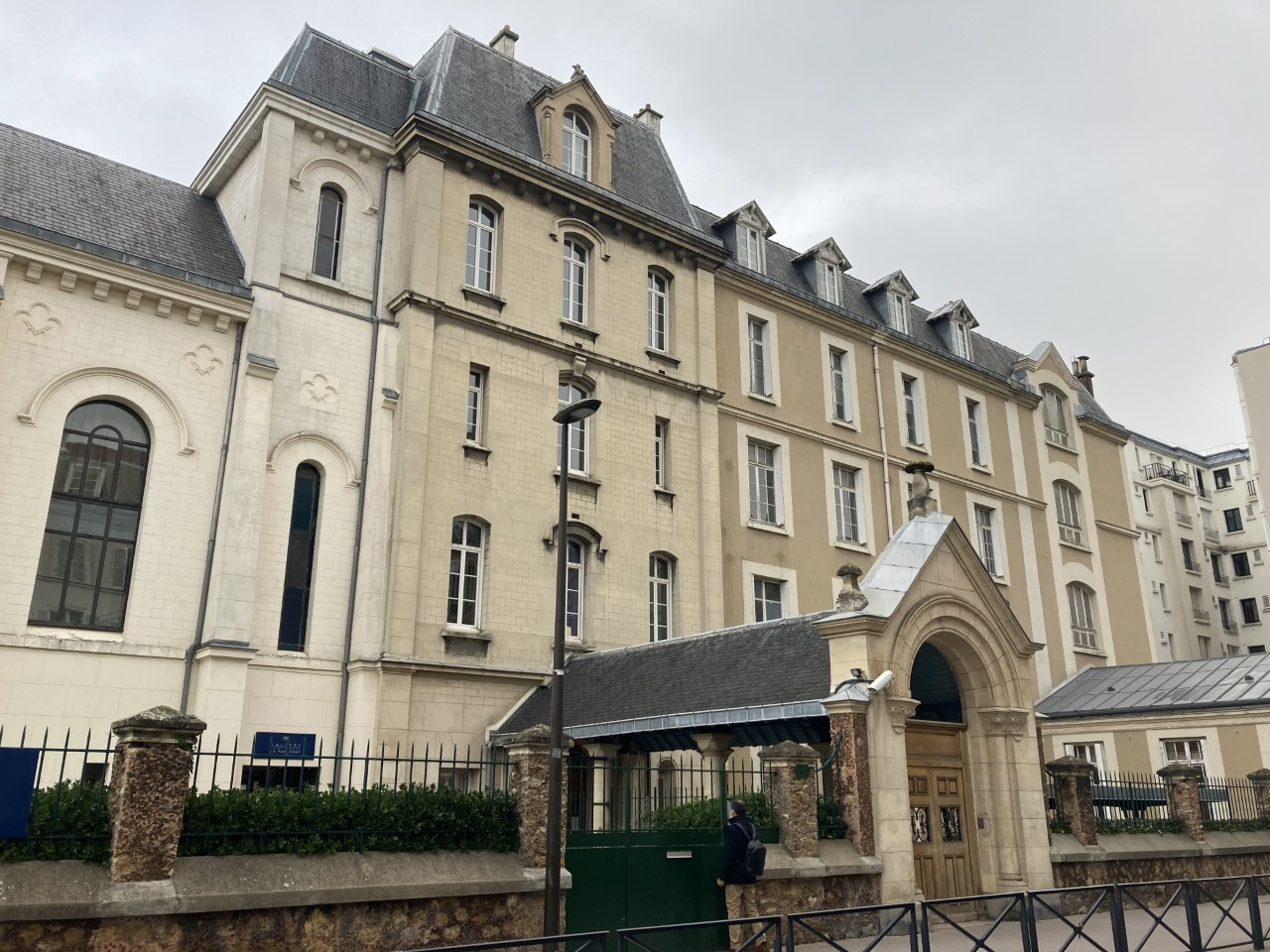
Collège St Joseph du Parchamp]
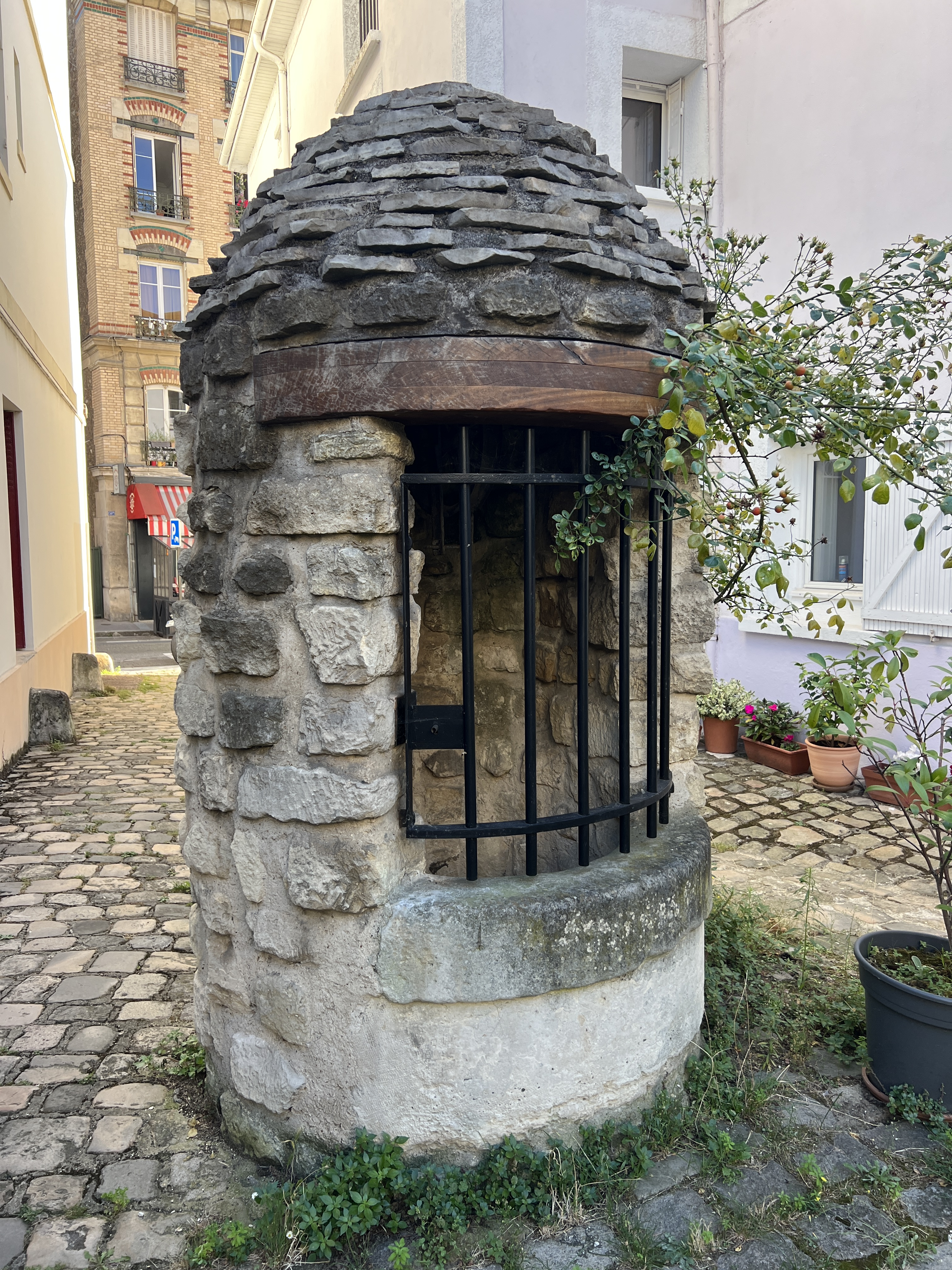
Cour du Puits

## Pour approfondir